# Cueva De La Solana
Cueva De La Solana este o arie protejată (arie specială de conservare — SAC, sit de importanță comunitară — SCI) din Spania întinsă pe o suprafață de 0,05 ha, integral pe uscat.

## Localizare
Centrul sitului Cueva De La Solana este situat la coordonatele 40°43′39″N 0°34′42″W / 40.7276°N 0.578328°V.

## Înființare
Situl Cueva De La Solana a fost declarat sit de importanță comunitară în iulie 2000 pentru a proteja 1 specie de animale. Situl a fost protejat și ca arie specială de conservare în februarie 2021.

## Biodiversitate
Situată în ecoregiunea mediteraneană, aria protejată conține 3 habitate naturale: Păduri endemice cu Juniperus spp., Matorral arborescenți cu Juniperus spp., Peșteri inaccesibile publicului.
La baza desemnării sitului se află o specie protejată de  mamifere: liliacul mic cu potcoavă (Rhinolophus hipposideros).
Pe lângă speciile protejate, pe teritoriul sitului au mai fost identificate 2 specii de amfibieni.